# Tóth Károly (színművész, 1963)
Tóth Károly (1963. január 8. –) Aase-díjas magyar színész.

## Életpályája
Szegilongon töltötte gyermekkorát, az általános iskola felső tagozatát Sárospatakon végezte.
Miskolcon, középiskolai tanulmánya alatt kezdett el színészettel foglalkozni, a Pécsi Sándor Színpad tagjaként.

„Finommechanikai műszerésznek tanultam, matematikából és szakmai tárgyakból versenyekre jártam. Egyszer az iskolai folyosón felvettem egy szórólapot a földről, amin a Pécsi Sándor Színpad hirdetett felvételt szerepelni vágyó fiataloknak. Az első adandó alkalommal elmentem a próbára. Ott ragadtam, s úgy döntöttem: színész leszek...Szép László volt a vezetőnk, a miskolci amatőr színjátszás meghatározó alakja....Versmondó és szép magyar beszéd versenyekre jártam immár...a Színművészetire jelentkeztem.. az első vagy második rostán kiestem...Egy év múltán ismét beadtam jelentkezésemet a Színművészetire, a második rostán kiestem. Még érettségi előtt elindultam egy, a munkásfiataloknak meghirdetett országos vers- és prózamondó versenyen. A tatabányai döntőben másodmagammal aranydiplomát nyertem, aminek fejében egy hetet tölthettem el Leningrádban. Mire hazajöttem, Laci bácsi (Szép László) levelet írt Bozóky Istvánnak, a Móricz Zsigmond Színház alapító igazgatójának. Figyelmébe ajánlott és kérte, hogy hallgasson meg...”

Bozóky István színházigazgató szerződtette csoportos szereplőnek Nyíregyházára, 1982-ben. Kisebb megszakításokkal, azóta  a Móricz Zsigmond Színház társulatának tagja, karakterszerepek kiváló megformálója. 2020-ban, titkos szavazást követően a nyíregyházi társulattól  megkapta a Móricz-díjat, 2021-ben Aase-díjas lett.

## Fontosabb színházi szerepei
- William Shakespeare: Romeo és Júlia... Escalus, Verona hercege
- William Shakespeare: Szentivánéji álom... Gyalu, asztalos
- William Shakespeare: A windsori víg nők... Kence, Keszeg szolgája
- William Shakespeare: Titus Andronicus... Saturninus, római császár
- William Shakespeare: Coriolanus... Brutus, néptribun
- William Shakespeare: Ahogy tetszik... Le Beau, Frigyes udvarmestere; Ádám, öreg inas
- William Shakespeare: A velencei kalmár... Lanzelo Gobbo
- William Shakespeare: Szeget szeggel... Rémes, hóhér
- William Shakespeare: Macbeth... Első gyilkos
- Molière: A fösvény... Zabszár, inas
- Molière: Don Juan... Sganarelle
- Carlo Goldoni: A chioggiai csetepaté... Toni, halászbárka-tulajdonos
- Carlo Goldoni: A hazug... Balanzoni doktor
- Carlo Goldoni: Terecske... Sansuga, pincér
- Anton Pavlovics Csehov: Ivanov... Koszih, Dmitrij Nyikitics
- Anton Pavlovics Csehov:  Cseresznyéskert... Firsz, inas
- Anton Pavlovics Csehov: Platonov... Petrin, földbirtokos
- Anton Pavlovics Csehov: A manó... Orlovszkij, Ivan Ivanovics
- Fjodor Mihajlovics Dosztojevszkij: Ördögök... Garsin; Blum, a kormányzó segédje
- Makszim Gorkij: Nyaralók... Szasa
- Nyikolaj Vasziljevics Gogol: Kártyások... Alekszej, vendéglői inas
- Mihail Afanaszjevics Bulgakov: A Mester és Margarita... Azazello
- Aiszkhülosz: Agamemnón... Argoszi vének kara
- Aiszkhülosz: Síri áldozat... Szolga
- Aiszkhülosz:  A jólelküek... Erinüszök kara
- Szophoklész: Antigoné... Kreón
- Szophoklész: Oidipusz... Thébai pásztor
- Jonathan Swift: Gulliver az óriások földjén... Babajkusz, Brobdingnagy királya
- Pierre-Augustin Caron de Beaumarchais: A sevillai borbély... Fürge, inas Bartolónál
- Pierre-Augustin Caron de Beaumarchais: Figaro házassága, avagy egy őrült nap... Antonio, a gróf kertésze, Susanne nagybátyja, Fanchette apja
- Friedrich Schiller: Don Carlos... Főinkvizítor
- Heinrich von Kleist: Az eltört korsó... Vitus
- Alexandre Dumas: A három testőr... Második testőr
- Victorien Sardou – Émile Moreau: Szókimondó asszonyság... Vabontrain; Canouville; Roustan
- Friedrich Dürrenmatt: Ötödik Frank... Schlumpf
- Bertolt Brecht: A szecsuáni jólélek... Fény fiai
- Bertolt Brecht – Faragó Béla – Mohácsi István – Mohácsi János: Krétakör... Nagyherceg
- George Bernard Shaw: Szent Johanna... La Tremouille
- Henrik Ibsen: Peer Gynt... Férfi, Solvejg apja; Dovre papa; Kapitány
- Thornton Wilder: A mi kis városunk... Howie Newsome
- Georges Feydeau: Bolha a fülbe... Rugby
- Georges Feydeau: A balek (A hülyéje)... Dimitri
- August Strindberg: Júlia kisasszony... szereplő
- Robert Thomas: Gyilkostársak... Léo
- Ray Cooney: Család ellen nincs orvosság... Őrmester
- Neil Simon: Furcsa pár... Speed
- Max Frisch: Biedermann és a gyújtogatók... Schmitz, díjbirkózó; Belzebub
- Jean Poiret: Kellemes húsvéti ünnepeket... Walter
- Paul Pörtner: Hajmeresztő... Edward Lawrence, régiségkereskedő
- Oscar Wilde: Bunbury... Inas
- Harvey Fierstein – Jean Poiret – Jerry Herman: Őrült nők ketrece... Francis, rendező és mindenes
- Peter Weiss: Jean-Paul Marat üldöztetése és meggyilkolása, ahogy a charentoni elmegyógyintézet színjátszói előadják de Sade úr betanításában... Koko
- Reginald Rose: Tizenkét dühös ember... Ötödik esküdt
- Gabriel García Márquez: Száz év magány... Prudencio Aguilar
- Bohumil Hrabal: Szigorúan ellenőrzött vonatok... Slusny úr
- Bohumil Hrabal: Gyöngéd barbár... Eman
- Bohumil Hrabal: Harlekin milliói... Teó
- Bohumil Hrabal: Sörgyári capriccio... Gruntorád doktor, a sörgyár igazgatótanácsának elnöke
- Bohumil Hrabal: Túl zajos magány... Főnök, bálozó, síző stb.
- Martin McDonagh: Az alhangya... Donny
- Martin McDonagh: A kripli... Johny
- Michael Frayn: Függöny fel!... Selsdon Mowbray
- J. B. Priestley: Váratlan vendég... Arthur Birling
- Csokonai Vitéz Mihály: Az özvegy Karnyóné és a két szeleburdiak... Karnyó, egy idős kalmár
- Tóth Ede: A falu rossza... Sulyok
- Fazekas Mihály: Ludas Matyi... Döbrögi
- Madách Imre: Az ember tragédiája... Kriszposz; Agg eretnek; Kepler; Lovel; Aggastyán
- Szigligeti Ede: Liliomfi... Swartz, fogadós
- Jókai Mór: A kőszívű ember fiai... Haynau
- Molnár Ferenc: Józsi... Franci
- Molnár Ferenc: Az üvegcipő... Házmester
- Molnár Ferenc: Liliom... Titkosrendőr
- Molnár Ferenc: Doktor úr... Első rendőr
- Bródy Sándor: A tanítónő... A szolgabíró
- Gaal József: A peleskei nótárius... Néző; Kar; Betyár; Bojtár; Német vasas; János;
- Nóti Károly: Nyitott ablak... Károly
- Zágon István – Nóti Károly: Hyppolit, a lakáj... Tóbiás
- Móricz Zsigmond: Nem élhetek muzsikaszó nélkül... Suhanc
- Móricz Zsigmond: Úri muri... Borbíró Gyula
- Móricz Zsigmond: Tündérkert... Weiss
- Móricz Zsigmond: Annuska... Apa
- Szép Ernő: Patika... Pap Ferke
- Füst Milán – Valló Péter: A sanda bohóc... Király; Pápula
- Heltai Jenő: Szépek szépe... Peták Ráró
- Remenyik Zsigmond: Vén Európa Hotel... Weber
- László Miklós: Illatszertár... Rendőr
- Gábor Andor: Dollárpapa... Csarada, közjegyző
- Rejtő Jenő: Az ellopott futár... Mondmár Fülöp, Kmetter Bubi, Adrien a matróz, Mambiktu
- Fejes Endre: Jó estét nyár, jó estét szerelem!... Szájharmonikás; Házmester; Öreg
- Gádor Béla – Tasnádi István: Othello Gyulaházán... Bablyák, tűzoltó
- Sarkadi Imre – Ivánka Csaba – Szörényi Levente – Bródy János: Kőműves Kelemen... Vándor
- Weöres Sándor: A kétfejű fenevad... Hajdar, tatár kán; Hencker, ezredes; Hercsula, hóhér Pécsett
- Tamási Áron: Énekes madár... Bakk Lukács
- Tamási Áron: Búbos vitéz... Hujki, kiskirály
- Ratkó József: Segítsd a királyt!... Walter, Sebő csatlósa
- Kompolthy Zsigmond (Bán Zoltán András): Egy cziffra nap... Kótaj, Szabolcs vezér hadnagya
- Siposhegyi Péter: Trianoni emberek... Imrédy Béla
- Németh Ákos: Vörös bál... Böhm
- Szakonyi Károly: Adáshiba... Szűcs úr
- Kornis Mihály: Körmagyar... A férj
- Kornis Mihály: Halleluja... Borzas
- Kárpáti Péter: Pájinkás János... Behóm
- Fodor László – Lakatos László: Kasszasiker avagy kapom a bankot... János, altiszt
- Ábrahám Pál: Bál a Savoyban... Archibald
- Ödön von Horváth: Mesél a bécsi erdő... Havlitschek
- Ödön von Horváth: Kasimir és Karoline... Speer
- Nyerges András: Az ördög győz mindent szégyenleni... Írnok
- Obernyik Károly: Ribillió Bécsben... Első akadémiai ifjú; Második ifjú az Aulából
- Katona Imre - Ruszt József: Passió... Igazság; Kajafás
- Silló Sándor – Rejtő Jenő: Az ellopott futár... Mondmár Fülöp; Kmetter Bubi; Adrien a matróz; Mambiktu
- Verebes István: Senki sem tökéletes avagy nincs, aki hűvösen szereti... A kis Napóleon
- Tasnádi István: Rovarok... Atka
- Tasnádi István - Fenyő Miklós: Made in Hungária... Turbina főtörzs
- Tasnádi István: Kokainfutár... Spangli Bá
- Tasnádi István: Közellenség... Fejedelem, Várnagy
- Szabó Magda – Egressy Zoltán: Tündér Lala... Csill
- Egressy Zoltán: Idősutazás... Bittner
- Lőrinczy Attila: Balta a fejbe... Apika, Richárd nagyapja
- Hamvai Kornél: Castel Felice... Vándor
- Göttinger Pál: Bogáncsvirág... Declan
- Ray Henderson: Diákszerelem... Johnny, aki magol
- John Kander – Fred Ebb - Bob Fosse: Chicago... Konferanszié
- Stephen Schwartz: Pippin... Börner
- Colin Higgins: Maude és Harold... Kertész
- Miroslav Krleľa: Galicia... Ordonánc
- Grimm fivérek: Jancsi és Juliska... Apa
- Rudyard Kipling – Békés Pál – Dés László – Geszti Péter: A dzsungel könyve... Balu
- Horváth Péter – Presser Gábor – Sztevanovity Dusán: A padlás... Lámpás, a törpe zsörtölődő szellem
- Alekszej Konsztantyinovics Tolsztoj – Jékely Zoltán: Fajankó kalandjai... Tónió apó
- Maurice Maeterlinck: A kék madár... Farkas
- Török Tamás: Eltüsszentett birodalom... Király
- Szákás Tóth Péter: Mihasznák... Bíró; Öreg király
- Gabnai Katalin: Tüskerózsa... Holló
- Szabó Tünde – Muszty Bea – Dobay András: Kvantum Fantum csapdája... Aladár; Elektron Döme, avagy a Nagy Feketelábú Elektronfőnök
- Bal József – Janikovszky Éva: Égigérő fű... Poldi bácsi
- Arany János: Rózsa és Ibolya... Tündérföld öreg királya; Magyar király
- Rákoss Péter – Bornai Tibor: Mumus... Böhöm
- Lengyel Ferenc: Macska Jancsi... Strucc Arthúr; Burkus kutya; Tomi sztár; Kenguru Ottó
- Gioachino Rossini – Romhányi József – Perczel Enikő – Sediánszky Nóra – Kardos Tünde: Hamupipőke... Alidoro
- E. T. A. Hoffmann – Gothár Péter – Kapecz Zsuzsa – Selmeczi György: Diótörő herceg... Nagyapa, Bagoly, Kéményseprő-Huszár
- Brandon Thomas: Charley nénje... Stephen Spittigue (oxfordi ügyvéd)
- Viktor Olegovics Pelevin – Závada Péter: A rovarok élete... Apa; Arcsibald prepper
- Conor McPherson: Tengeren... Ivan Curry
- J. B. Priestley: Váratlan vendég... Arthur Birling
- Szerb Antal: Utas és holdvilág... Ellesley
- David Lindsay-Abaire: Görbe tükrök... Sánta férfi
- Karinthy Frigyes fordítása alapján: Micimackó a Pagony utca 100-ban... Füles

## Önálló est
- Emlékszel még? – Horváth Margit és Tóth Károly operett- és sanzonestje

## Filmek, tv
- Kisváros (sorozat) (1997, 2000, 2001)
- Könyveskép (sorozat)

- Eljegyzés című rész (2005)
- Bakkermann (2008)
- Mázli (2008)
- Miazma: avagy az ördög köve (2015)
- Hamvai Kornél: Castel (színházi előadás tv-felvétele, 2017)
- Mellékhatás (2020)
- Doktor Balaton (2020)

## Díjai és elismerései
- Móricz-díj (2020)[1]
- Aase-díj (2021)[2]
- Szabolcs-Szatmár-Bereg vármegyei Prima díj (2023)[4]